# Fidus

Fidus (1931)

Fidus (bürgerlich Hugo Reinhold Karl Johann Höppener, * 8. Oktober 1868 in Lübeck; † 23. Februar 1948 in Woltersdorf) war ein deutscher Maler, Illustrator und bedeutender Vertreter der Lebensreform.

## Leben

### Frühe Lebensjahre

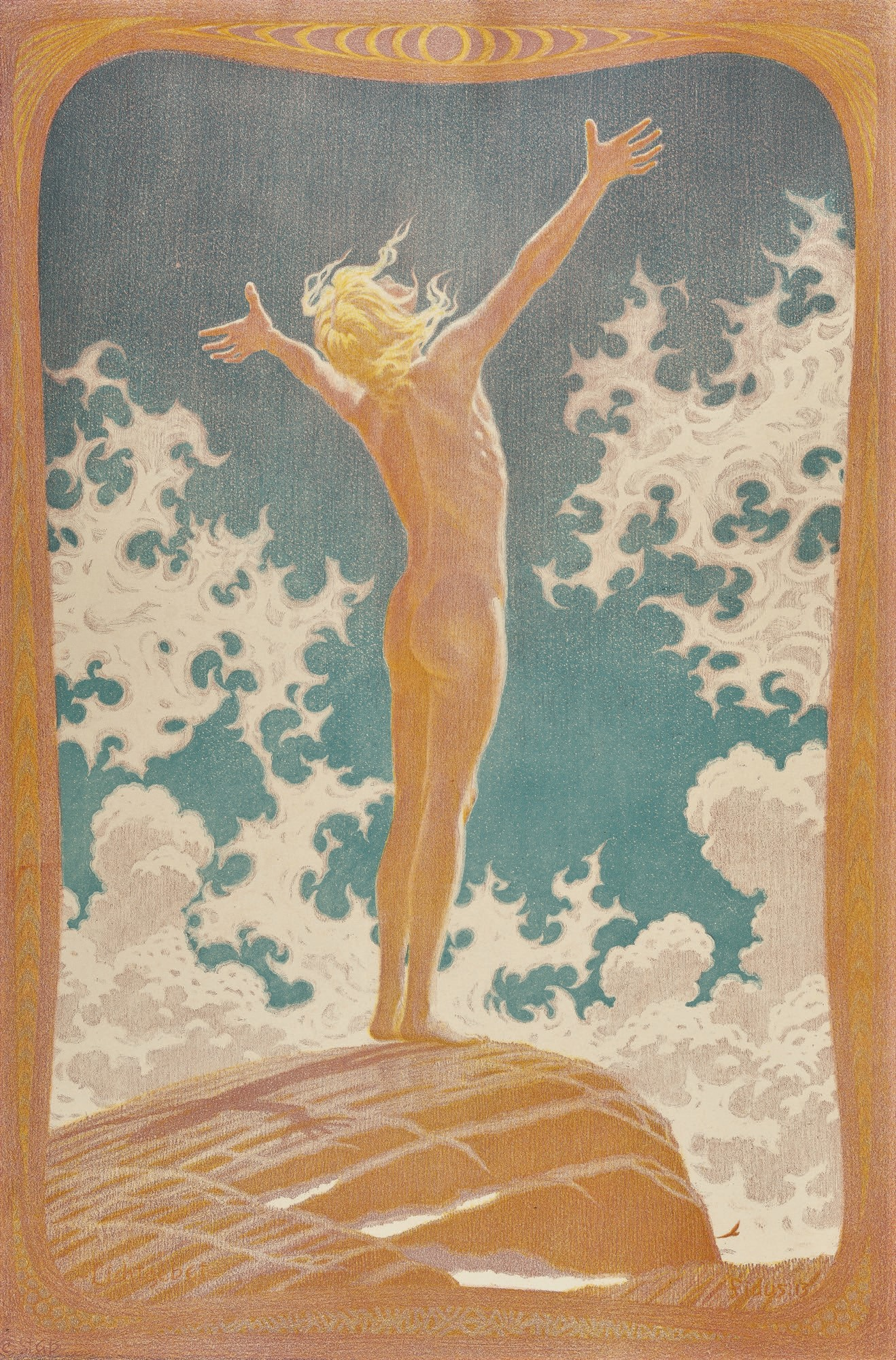
Lichtgebet (1913). Farblithographie

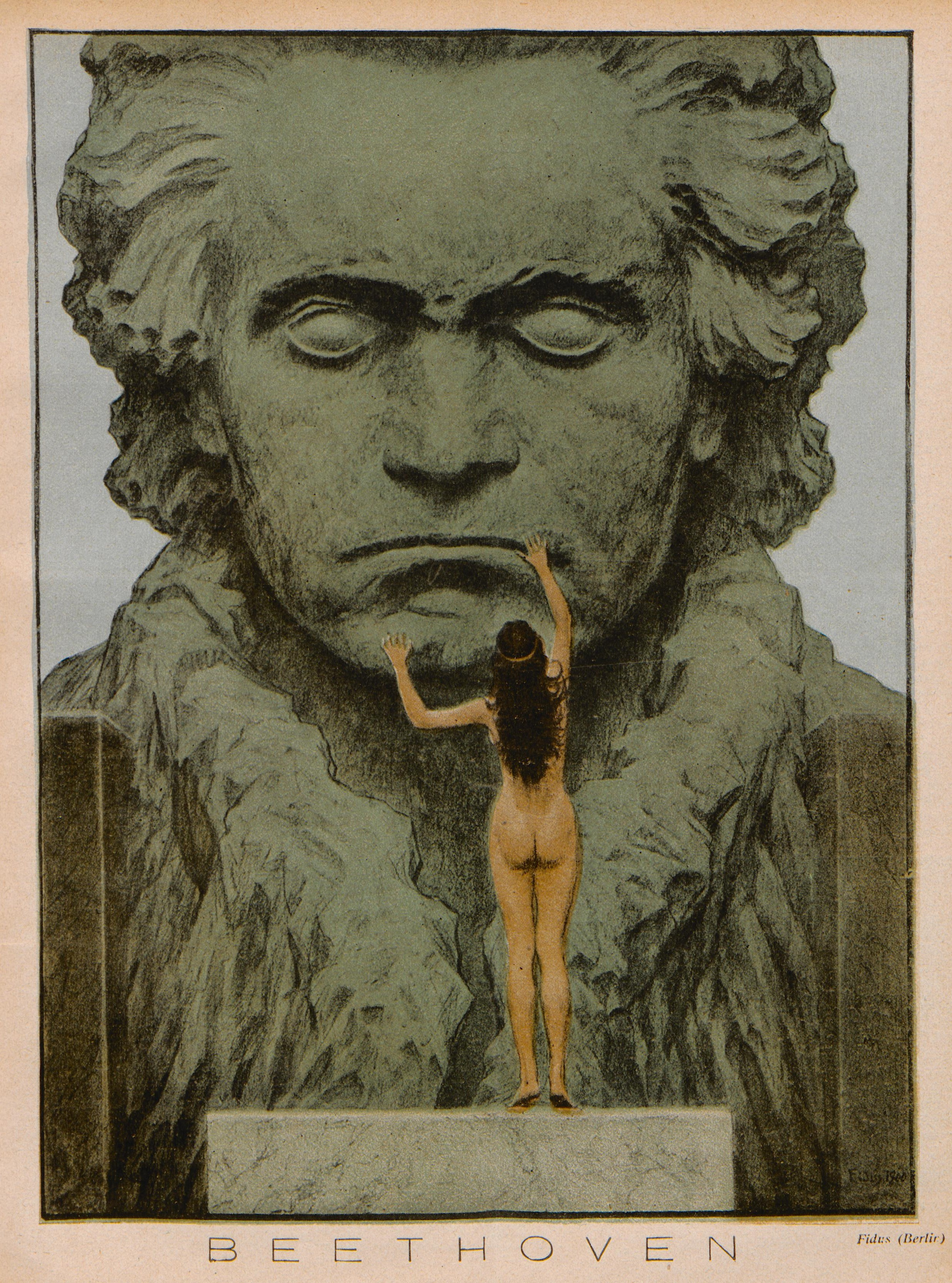
Entwurf für einen Beethoven-Tempel (1903)

Hugo Höppener war Sohn des Konditors Julius Höppener und seiner Frau Camilla (geb. Stender). Zu Ostern 1887 wurde er von seinen Eltern auf die Vorschule der Münchner Akademie geschickt. Nach nur drei Monaten verließ er die Akademie und wurde Schüler des Malers und Naturapostels Karl Wilhelm Diefenbach in Höllriegelskreuth, von dem er seine stilistische Prägung und den Künstlernamen „Fidus“ (Der Getreue) erhielt. Er verschrieb sich den lebensreformerischen Ideen des Vegetarismus, der Lichtgläubigkeit, der Freikörperkultur und einer naturgemäßen Lebensweise. Anarcho-sozialistische Vorstellungen von Bodenreform und vegetarischem Pazifismus beherrschten die Geisteswelt des jungen Fidus. Diefenbach und Fidus wurden 1888 wegen ihrer Freikörperkultur in einem Berufungsverfahren vom königlich-bayrischen Landgericht München II jeweils zu einer Haftstrafe von 5 Tagen verurteilt. Im Weiteren war er Mitglied der lebensreformerischen Verbände Deutsche Gartenstadtgesellschaft, des Bundes Deutscher Bodenreformer sowie Mitglied im Bund für allseitige Lebensreform des gesamten Deutschtums, im Verein für Körperkultur und im Deutschen Verein für vernünftige Leibeszucht.
1889 setzte Fidus sein Studium an der Münchner Akademie fort. Die Bekanntschaft mit dem Theosophen Wilhelm Hübbe-Schleiden führte zur Mitarbeit als Illustrator der Zeitschrift Sphinx. Fidus vertrat fortan eine mystische Naturreligion und setzte sich für Ideen einer Sexualreform ein. Der spezifische Jugendstil seiner Bilder wurde fortan mit esoterischen Symbolen – Lotosblüten, Eiformen, Kreuzen und Sonnenzeichen – angereichert. Die zyklische Kreisstruktur des Lebens, die Rückkehr des Mannes in den göttlichen Mutterschoß, die Verschmelzung der Geschlechter und die Erlösung durch das Licht waren immer wiederkehrende Bildmotive. Zudem entwarf er Pläne zu gigantischen Tempelanlagen für eine neue Natur- und Lichtreligion, in denen sich das Volk zur Andacht versammeln sollte. Sein berühmtestes Bild wurde das in mehrfacher Ausfertigung, erstmals 1908, entstandene „Lichtgebet“. Es zeigt von hinten einen nackten jungen, androgyn anmutenden Mann auf einem Berggipfel, der in emphatischer Bewegung die Arme in Form einer Lebensrune spreizend die Sonne anbetet. Dieses Bild wurde auch in Verbindung mit dem ersten Meißnertreffen zum Kultbild der Jugendbewegung und war später auf der am weitesten verbreiteten Bildpostkarte des Deutschen Reiches zu sehen.

### 1890–1914
Anfang der 1890er Jahre unternahm Fidus Reisen nach Norwegen, Istrien und Italien. 1892 ließ er sich in Berlin nieder und fand dort Kontakt zur literarischen Bohème, etablierte sich als Illustrator und wurde Mitarbeiter der neu entstandenen literarisch-künstlerischen Zeitschriften Pan, Simplicissimus und Jugend. Fidus’ erste Ausstellung fand 1893 statt. Neben seinen grafischen Arbeiten, die den nackten Menschen ohne die üblichen allegorischen oder mythologischen „Verkleidungen“ präsentierten, malte Fidus Landschaftsbilder, in denen er Eindrücke seiner Nordlandfahrten verarbeitete; ab 1903 veranstaltete er zur Präsentation seiner Bilder Lichtbildvorträge. Um 1900 war Fidus einer der bekanntesten Maler Deutschlands.
1892 bis 1895 lebte er mit dem Dichter Franz Evers in Berlin zusammen. Im Jahre 1895 ging er seine erste „Ehe“ mit Amalie Reich (1862–1946) ein, aus der auf ihren Wunsch eine Tochter Elsa hervorging, für die er allerdings die weitere Verantwortung ablehnte. Ihr wurde über Magnus Hirschfeld ein Altersheimbewohner als gesetzlicher Vater zugeordnet. Bei dieser „Ehe“ handelte es sich um keine legalisierte Ehe, sondern um eine „freie Verbindung“, entsprechend den damals ehereformerischen Anschauungen. Weitere, nun auch legalisierte Ehen, folgten: 1900 mit Elsa Knorr (1877–1915), der er aber eine jüdische Herkunft vorwarf, und 1922 mit Elsbeth Lehmann-Hohenberg. Daneben liebte Fidus in Woltersdorf den jungen Pastorensohn Georg Bauernfeind, der 1911 an den Folgen einer Magersucht starb. 1912 gründete er den ihm gewidmeten Sankt-Georgs-Bund, der sich gegen den „Drachen des Materialismus“ wenden sollte.
In Berlin trat Fidus auch der Theosophischen Gesellschaft bei und war Mitbegründer einer theosophischen Loge, vermutlich dem Esoterischen Kreis oder der D.T.G.

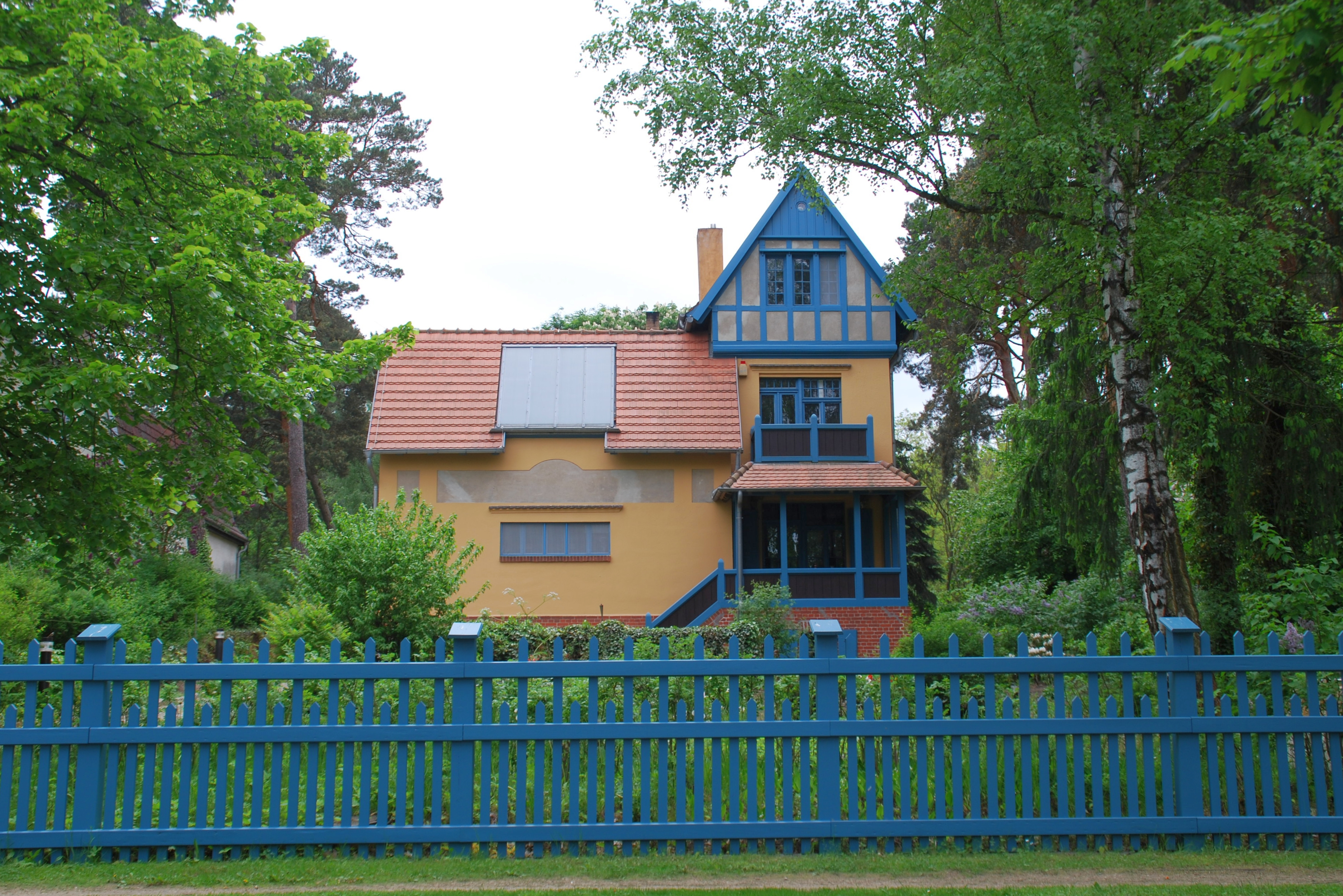
„Fidushaus“ in Woltersdorf, das zwischen 1908 und 1910 nach Entwürfen des Künstlers im Heimatstil erbaut wurde

Bemerkenswerte Kontakte hatte Fidus zu damaligen intellektuellen Kreisen, beispielsweise zu Fina Zacharias, Willy Pastor und Arthur Moeller van den Bruck sowie zum Friedrichshagener Dichterkreis, zu Heinrich und Julius Hart und zu Gustav Landauer. Er hielt zudem engen Kontakt zur Gartenstadt-Bewegung, zur Bodenreform-Bewegung und zum Wandervogel. Er besuchte die Reformkolonien in Amden am Walensee und den Monte Verità von Ascona. Zu seinen frühen Bewunderern zählte Hermann Hesse.
Fidus illustrierte zahlreiche Bücher. 1905 erschien die Maifest-Sondernummer der sozialdemokratischen Zeitschrift Vorwärts mit einem von Fidus entworfenen Titelblatt. Im selben Jahr illustrierte er auch von Richard Ungewitter Die Nacktheit. (Stuttgart 1905).
1906 erhielt Fidus die finanziellen Mittel zur Errichtung eines selbst entworfenen Ateliers, das in der Woltersdorfer Villenkolonie Schönblick in der Köpenicker Straße, östlich von Berlin, bauen, und ab 1908/1909 um einen Wohntrakt erweitern ließ; dort wohnte er mit seiner Frau Elsa, seinen beiden Kindern Drude und Holger, der mit Elsa befreundeten Dichterin Gertrud Prellwitz sowie Franz Bernoully (gefallen 1915). Das Haus wurde zu einer „Art Wallfahrtsort der Reformbewegung“.

### 1914–1945
Als 1914 der Erste Weltkrieg begann, hatte sich Fidus durch den Einfluss von Wilhelm Schwaner völkischen Vorstellungen zugewandt. Allerdings sprach er sich gegen den allgemeinen Hurra-Patriotismus aus, forderte stattdessen, dass Deutschland sich von kulturellen Fremdeinflüssen freimachen sollte, um eine moralische Mission für die Welt zu erfüllen. 
Nach 1918 verlor Fidus an künstlerischem Einfluss, auch materiell ging es ihm schlechter. Er machte für diese Misere den künstlerischen Internationalismus – Expressionismus, Dadaismus und „Neue Sachlichkeit“ – und die kapitalistischen Vermarktungstendenzen verantwortlich.
Zum 1. Mai 1932 trat Fidus nach Kontakten mit Joseph Goebbels in die NSDAP ein (Mitgliedsnummer 1.109.839). Noch 1925 hatte er sich in der Schrift Den Rasse-Raßlern gegen die Utopie einer „Reinrassigkeit“ gewandt. Die Deutschen seien demnach historisch ein Mischvolk, und es komme nur auf die seelische „Durchsonntheit“ des Menschen an, nicht auf Rassemerkmale. 
In der Zeit des Nationalsozialismus war Fidus Mitglied des Frontkämpferbunds bildender Künstler und der Reichskammer der bildenden Künste. Er nahm an Ausstellungen teil, hatte aber einige Differenzen mit der Nazi-Führung. Trotz Hoffnungen in die neue Staatsführung, trotz Bittbriefen an Hitler und Goebbels, seine Tempelkunst finanziell zu unterstützen, wurde er von den neuen Machthabern weitgehend abgelehnt. 
Die SS-Zeitung Das Schwarze Korps erwähnte ihn 1936 als Verkitscher nordischer Kunst. Sein Antrag auf Einführung der von ihm entwickelten Neugermanischen Schrift wurde 1936 brüsk abgelehnt. Eine geplante Nürnberger Kunstausstellung zum Reichsparteitag 1936 platzte, weil sich Hitler beim Anblick bereits angetroffener Monumentalporträts so „angewidert“ gezeigt hatte, dass er befahl, sämtliche Werke zurückzuschicken.
1937 wurden Fidus’ Mappen beschlagnahmt und der Verkauf von Fidusdrucken verboten. Hitler ließ zudem die Verbreitung seines von Fidus gemalten Porträts auf Postkarten verbieten. Zermürbt kritisierte Fidus die nationalsozialistischen Kulturfunktionäre als „Kulturbonzen“ und „Barbaren“. Stilistisch blieb er seinem unkonventionellen, in der Zeit sehr untypischen „weichen Jugendstil“ treu. Anlässlich seines 75. Geburtstages wurde er 1943 trotz seiner Distanz zum nationalsozialistischen Regime zum Honorarprofessor ernannt.

### Nach 1945

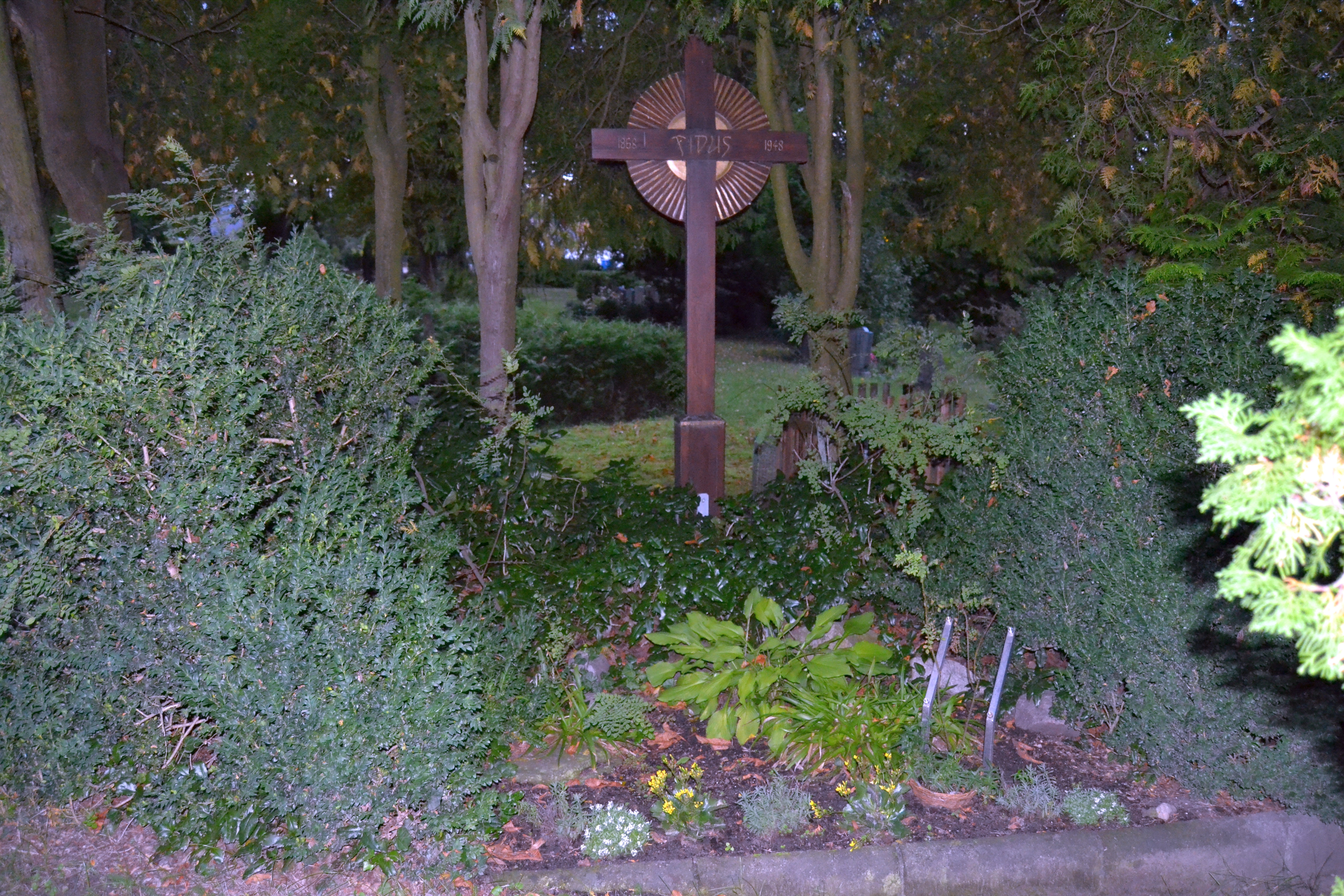
Fidus’ Grab auf dem Woltersdorfer Friedhof

Nach dem Zweiten Weltkrieg vertrat er weiterhin seine „lichtdeutschen“ Vorstellungen. Um besser an Naturalien und Lebensmittel zu gelangen, malte Fidus für die Sowjets Porträts von Stalin und Lenin sowie im Auftrag der SED Rudolf Breitscheid. 1946 trat er der freireligiösen Gemeinde in Berlin bei und bekannte, CDU zu wählen.
Fidus starb an einem Schlaganfall.

## Nachlass
Ein Teil des Nachlasses von Fidus befindet sich im Archiv der deutschen Jugendbewegung, das zum Hessischen Staatsarchiv Marburg gehört. Er wurde 2005/2006 erschlossen und die darin enthaltenen Werke zum größten Teil digitalisiert. Ein anderer Teil des Nachlasses wird im Fidus-Archiv der Berlinischen Galerie aufbewahrt. Eine bereits erschlossene Sammlung befindet sich in der Akademie der Künste in Berlin. Ein weiterer noch nicht erschlossener Teilnachlass befindet sich im Hallerischen Familienarchiv, Rittergut Reichenberg, jetzt im Besitz von Jack Daulton in Los Altos Hills, Kalifornien. Für Fidus-Forschung interessant sind außerdem die Nachlässe der Fidus-Verleger Fritz Heyder (1882–1941), die sich ebenfalls in der Berliner Akademie der Künste befinden, und die Max Bruns’ im Kommunalarchiv Minden.
2020 wurde ein großer Teil seines Nachlasses bei Auktionen versteigert.

## Sicher belegte Teilnahme an Ausstellungen in der Zeit des Nationalsozialismus
- 1934: Darmstadt, Städtisches Ausstellungsgebäude Mathildenhöhe („Deutsche Frühjahrsausstellung des Kampfbunds für deutsche Kultur, Ortsgruppe Dortmund“)
- 1935: Darmstadt, Städtisches Ausstellungsgebäude Mathildenhöhe („Kunstschau Deutsche Meister“)
- 1935: Berlin (Herbstausstellung der Preußischen Akademie der Künste)
- 1939: Berlin, Haus der Kunst („Frühjahrsausstellung des Frontkämpferbundes bildender Künstler“)
- 1940: Berlin, Ausstellungsraum der AWAG („Frühjahrsausstellung des Frontkämpferbundes bildender Künstler“)